# Sumter County (South Carolina)
Sumter County ist ein County im Bundesstaat South Carolina der Vereinigten Staaten von Amerika. Das U.S. Census Bureau hat bei der Volkszählung 2020 eine Einwohnerzahl von 105.556 ermittelt. Der Verwaltungssitz (County Seat) ist Sumter.

## Geographie
Das County liegt nordöstlich des geographischen Zentrums von South Carolina und hat eine Fläche von 1766 Quadratkilometern, wovon 43 Quadratkilometer Wasserfläche sind. Es grenzt im Uhrzeigersinn an folgende Countys: Lee County, Florence County, Clarendon County, Calhoun County, Richland County und Kershaw County.
Das County wird vom Office of Management and Budget zu statistischen Zwecken als Sumter, SC Metropolitan Statistical Area geführt.

## Geschichte
Sumter County wurde am 17. Dezember 1798 als Gerichtsbezirk gebildet und wurde am 1. April 1868 ein County. Benannt wurde es nach Thomas Sumter, einem General im Amerikanischen Unabhängigkeitskrieg und ein langjähriges Mitglied des Kongresses.

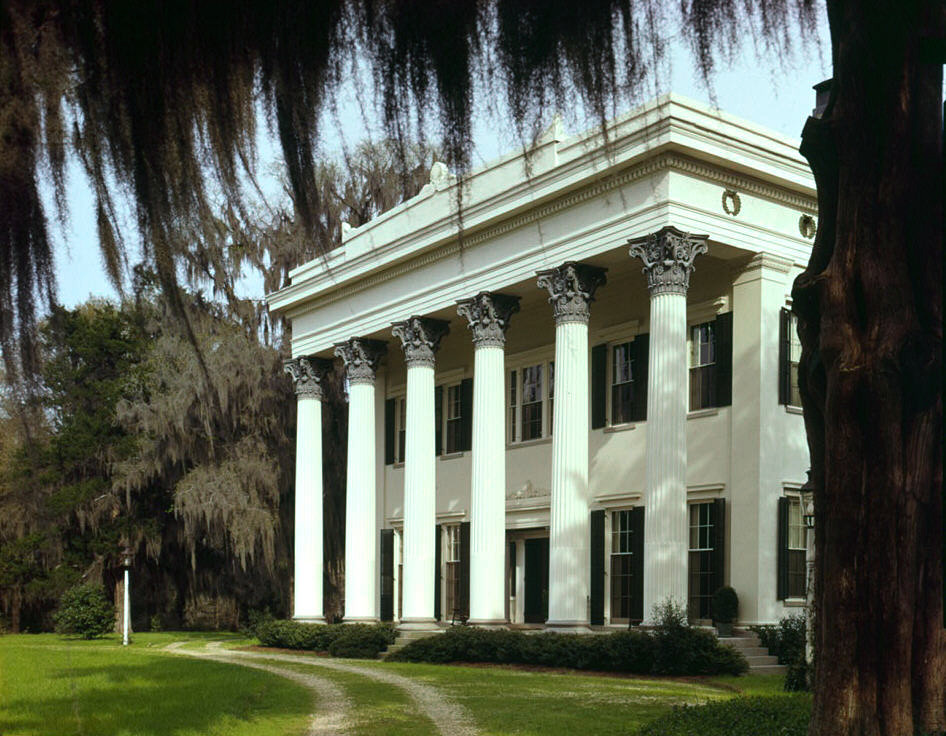
Herrenhaus Millford Plantation

Drei Orte im County haben den Status einer National Historic Landmark, die Millford Plantation, die Church of the Holy Cross und die Plantage Borough House. 27 Bauwerke und Stätten des Countys sind im National Register of Historic Places (NRHP) eingetragen (Stand 29. Juli 2018).

## Demografische Daten
Nach der Volkszählung im Jahr 2000 lebten im Sumter County 104.646 Menschen in 37.728 Haushalten und 27.616 Familien. Die Bevölkerungsdichte betrug 61 Einwohner pro Quadratkilometer. Ethnisch betrachtet setzte sich die Bevölkerung zusammen aus 70,13 Prozent Weißen, 26,68 Prozent Afroamerikanern, 0,27 Prozent amerikanischen Ureinwohnern, 0,90 Prozent Asiaten, 0,06 Prozent Bewohnern aus dem pazifischen Inselraum und 0,80 Prozent aus anderen ethnischen Gruppen; 1,16 Prozent stammten von zwei oder mehr Ethnien ab. 1,83 Prozent der Bevölkerung waren spanischer oder lateinamerikanischer Abstammung.
Von den 37.728 Haushalten hatten 36,5 Prozent Kinder unter 18 Jahre, die bei ihnen lebten. 50,2 Prozent waren verheiratete, zusammenlebende Paare, 18,3 Prozent waren allein erziehende Mütter, 26,8 Prozent waren keine Familien, 23,2 Prozent waren Singlehaushalte und in 8,5 Prozent lebten Menschen mit 65 Jahren oder darüber. Die Durchschnittshaushaltsgröße betrug 2,68 und die durchschnittliche Familiengröße betrug 3,17 Personen.
28,1 Prozent der Bevölkerung war unter 18 Jahre alt. 10,5 Prozent zwischen 18 und 24, 29,4 Prozent zwischen 25 und 44, 20,7 Prozent zwischen 45 und 64 und 11,2 Prozent waren 65 Jahre alt oder älter. Das Durchschnittsalter betrug 33 Jahre. Auf 100 weibliche Personen kamen 93,9 männliche Personen und auf 100 Frauen im Alter von 18 Jahren und darüber kamen 90,2 Männer.
Das jährliche Durchschnittseinkommen eines Haushalts betrug 33.278 USD, das Durchschnittseinkommen einer Familie betrug 38.970 USD. Männer hatten ein Durchschnittseinkommen von 28.083 USD, Frauen 21.162 USD. Das Prokopfeinkommen betrug 15.657 USD. 13,1 Prozent der Familien und 16,2 Prozent der Bevölkerung lebten unterhalb der Armutsgrenze.